# Gartmore Church

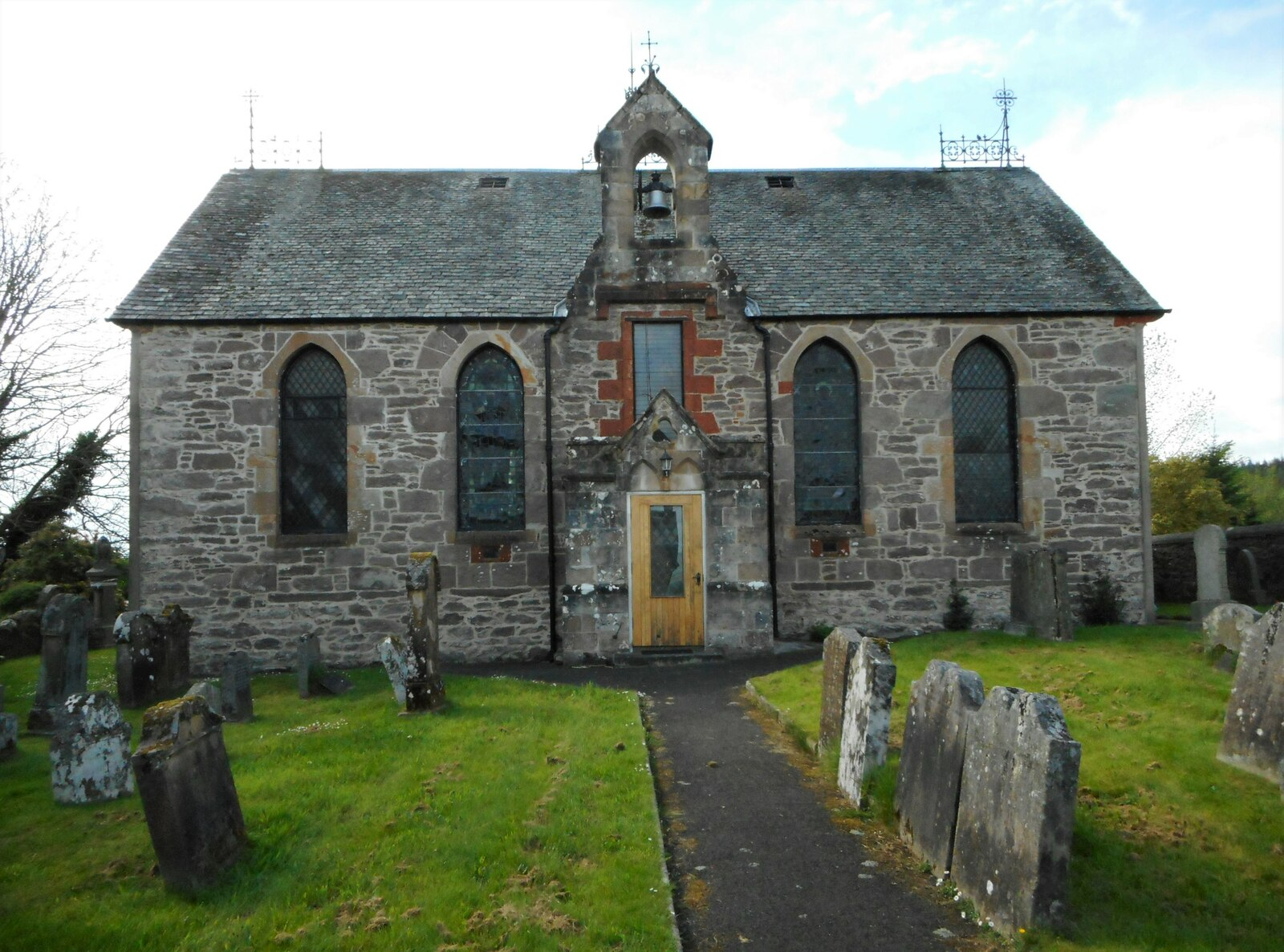
Gartmore Church

Die Gartmore Church ist ein Kirchengebäude der presbyterianischen Church of Scotland in der schottischen Ortschaft Gartmore in der Council Area Stirling. 1979 wurde das Bauwerk in die schottischen Denkmallisten in der Kategorie C aufgenommen.

## Geschichte
Mit der Errichtung der Plansiedlung Gartmore in den 1790er Jahren stellte Robert Graham of Gartmore das Landstück zur Errichtung einer Kirche zur Verfügung. Im Jahre 1794 zunächst als Filialkirche der in Port of Menteith befindlichen Pfarrkirche erbaut, wurde die Gartmore Church 1834 zur Pfarrkirche erhoben. 1957 wurden beide Kirchengemeinden wieder vereint. Mit der Neuordnung der Kirchengemeinden 1983 wurde Gartmore mit der Gemeinde Aberfoyles und Port of Menteith mit der Gemeinde Buchlyvies vereint.
Nachdem die Gartmore Church bereits 1872 im Wesentlichen optisch überarbeitet worden war, veranlasste die auf Gartmore House residierende Familie Cayzer 1904 die Überarbeitung und Erweiterung der Gartmore Church durch H & D Barclay.

## Beschreibung
Die neogotisch überarbeitete Gartmore Church befindet sich im Zentrum der kleinen Ortschaft. An der südostexponierten Hauptfassade tritt das Eingangsportal leicht heraus. Flankierend sind jeweils zwei Spitzbogenfenster eingelassen. Der Eingangsbereich wurde ebenso wie das Geläut 1904 ergänzt. Drei hohe Lanzettfenster dominieren die westliche Giebelseite.

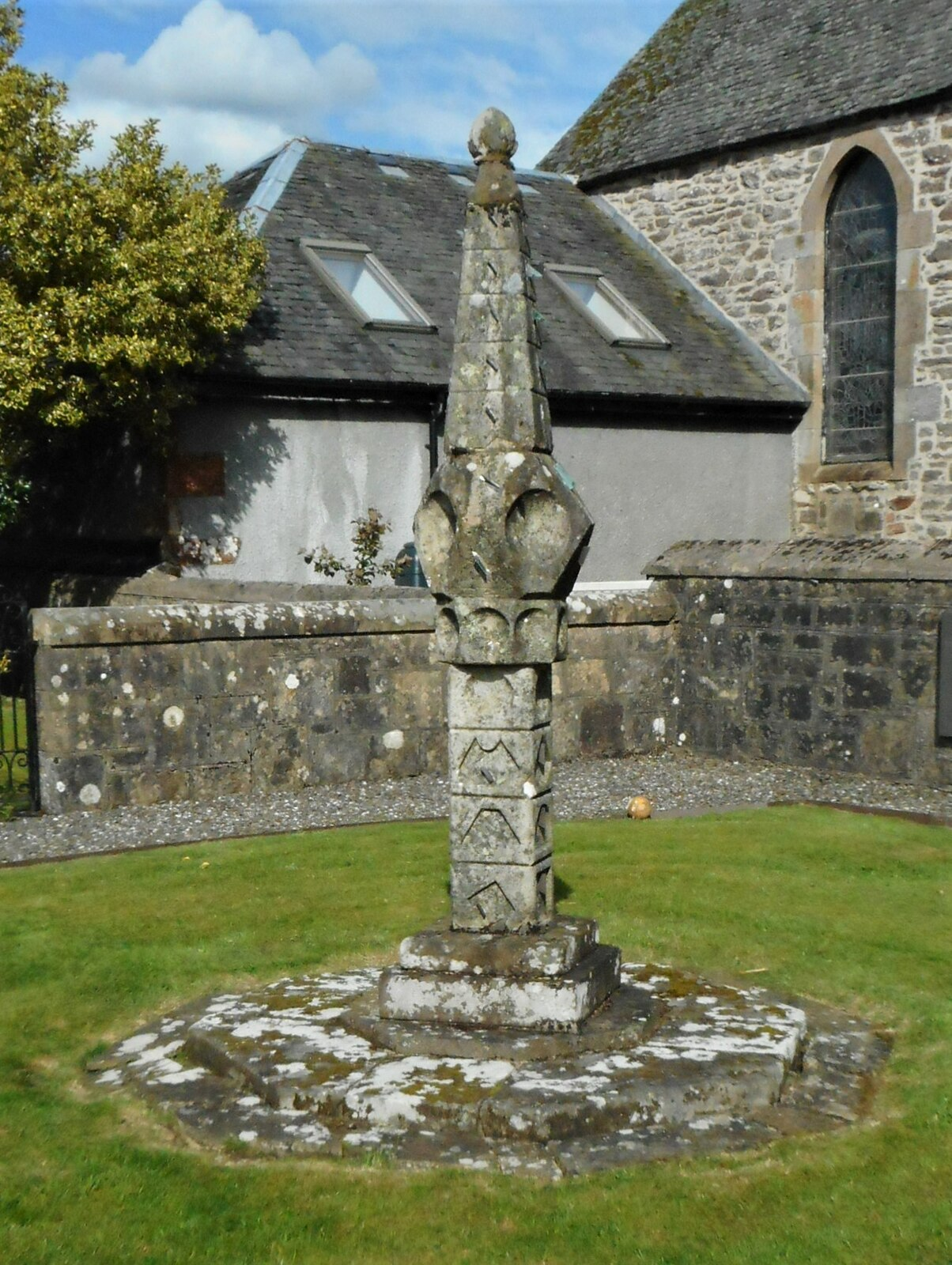
Sonnenuhr

## Privatfriedhof der Familie Cayzer
An der Nordwestseite schließt der kleine Privatfriedhof der Familie Cayzer an das Kirchengrundstück an. Inmitten des Friedhofs befindet sich eine Sonnenuhr, die als Denkmal der höchsten schottischen Denkmalkategorie A klassifiziert ist. Das rund 2,4 m hohe Sandsteinbauwerk stammt aus dem 17. Jahrhundert und stand ursprünglich in den Gärten von Gartmore House. Erst in den 1960er Jahren wurde es an seinen heutigen Standort versetzt. Es handelt sich um eine von nur 25 obeliskförmigen Sonnenuhren in Schottland. Sie ruht auf einem quadratischen Postament mit oktogonaler Basis. Der Schaft weist einen quadratischen Grundriss auf. Einzigartig in Schottland ist sein oktogonaler Kragen. In jeder der vier Seiten des Obelisken sind halbkugelförmige Aussparungen in Pentagonen zu finden. Insgesamt weist die Sonnenuhr 56 Zifferblätter auf. Sie zählt damit zu den frühen Exemplaren einer Sonnenuhr mit mehreren Zifferblättern in Schottland und zeigt deutsche und französische Einflüsse.